# Gateshead

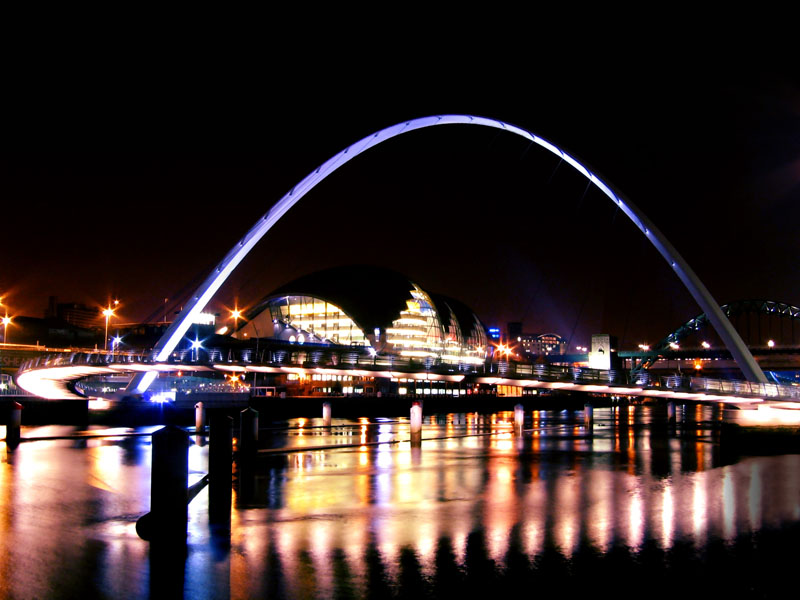
Ponte sobre o rio Tyne

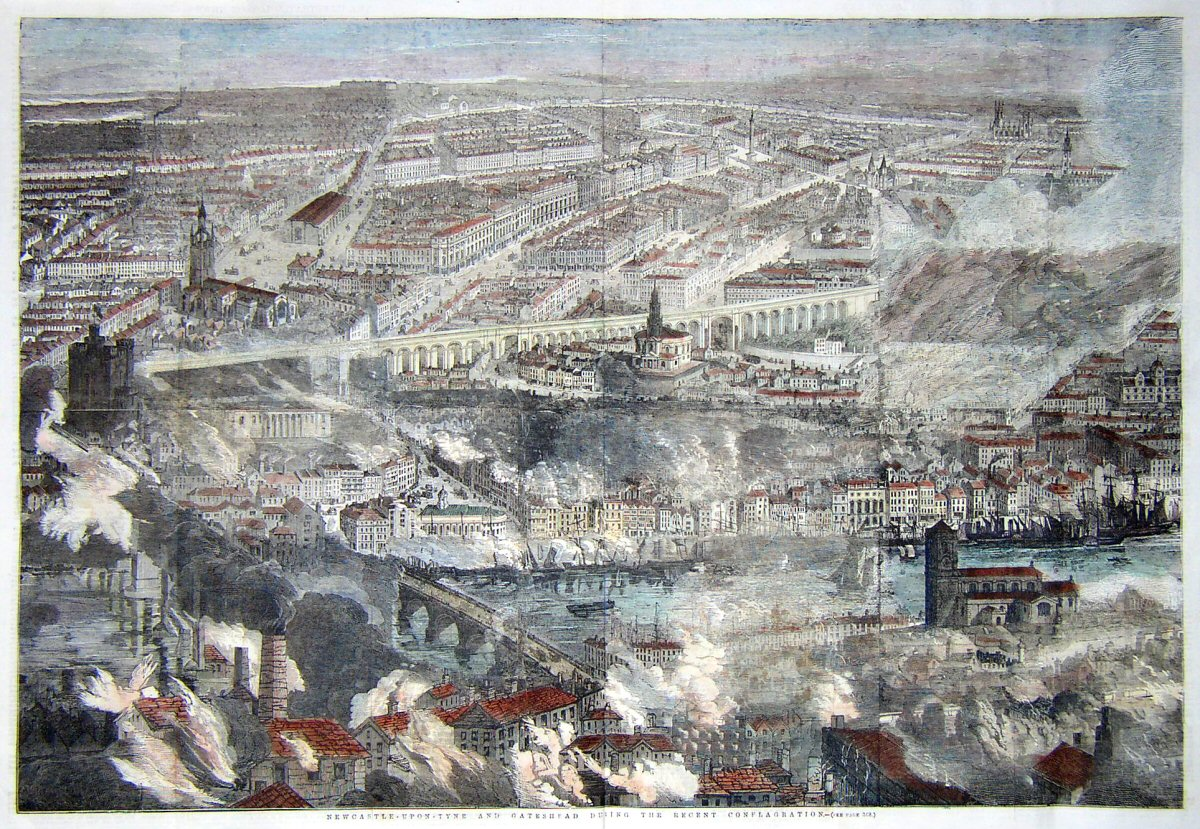
Incêndio de Newcastle e Gateshead

Gateshead é uma cidade do condado de Tyne and Wear, no nordeste de Inglaterra, na margem sul do rio Tyne, em frente de Newcastle. Gateshead e Newcastle estão ligadas por dez pontes. A população de Gateshead era de 120.046 habitantes no censo de 2011.

## História
Em 1068 Guilherme I da Inglaterra derrotou Malcolm III da Escócia e seus aliados em Gateshead.
Newcastle anexou Gateshead durante o reinado de Eduardo VI.
Em 1854, ocorreu o Grande incêndio de Newcastle e Gateshead.
Gateshead foi sede do Campeonatos da Europa de natação em piscina curta|Campeonato da Europa de natação em piscina curta de 1993.